# Берёзовский сельсовет (Башкортостан)
Березовский сельсовет — муниципальное образование в Бирском районе Башкортостана. Административный центр — село Печенкино.

## История
Согласно «Закону о границах, статусе и административных центрах муниципальных образований в Республике Башкортостан» имеет статус сельского поселения.

## Население
| 2002  | 2009  | 2010  | 2012  | 2013  | 2014  | 2015  |
| ----- | ----- | ----- | ----- | ----- | ----- | ----- |
| 1098  | ↗1151 | ↘1099 | ↘1094 | →1094 | ↘1070 | →1070 |
| 2016  | 2017  |       |       |       |       |       |
| ↘1062 | ↘1057 |       |       |       |       |       |

## Состав сельского поселения
| № | Населённый пункт | Тип населённого пункта       | Население |
| - | ---------------- | ---------------------------- | --------- |
| 1 | Печенкино        | село, административный центр | ↘446      |
| 2 | Берёзовка        | село                         | ↘534      |
| 3 | Староежово       | деревня                      | ↘89       |
| 4 | Айбашево         | деревня                      | ↗30       |